# ماو جيانتشينغ
ماو جيانتشينغ (بالصينية: 毛剑卿) ، من مواليد 8 أغسطس 1986 في شانغهاي في الصين ، لاعب كرة قدم صيني.
و قد بدأ مسيرته الكروية مع نادي شانغهاي شينهوا في عام 2002.
و هو يلعب مع منتخب الصين لكرة القدم.

## كأس آسيا 2007
و قد سجل هدف في مرمى منتخب إيران لكرة القدم.

## روابط خارجية
- ماو جيانتشينغ على موقع قاعدة بيانات كرة القدم.إي يو (الإنجليزية)
- ماو جيانتشينغ على موقع ناشيونال فوتبول تيمز (الإنجليزية)
- ماو جيانتشينغ على موقع Soccerway.com (الإنجليزية)
- ماو جيانتشينغ على موقع كووورة
- ماو جيانتشينغ على موقع اللجنة الأولمبية الصينية (الإنجليزية)